# Hrabstwo Richland (Illinois)
Hrabstwo Pulaski – hrabstwo w USA, w stanie Illinois, według spisu z 2000 roku liczba ludności wynosiła 16 149. Siedzibą hrabstwa jest Olney.

## Geografia
Według spisu hrabstwo zajmuje powierzchnię 938 km², z czego 933 km² stanowią lądy, a 5 km² (0,52%) stanowią wody.

### Miasta
- Olney

### Wioski
- Calhoun
- Claremont
- Noble
- Parkersburg

### Sąsiednie hrabstwa

Stan Illinois na mapie USA

- Hrabstwo Jasper-północ
- Hrabstwo Crawford-północny wschód
- Hrabstwo Lawrence-wschód
- Hrabstwo Wabash-południowy wschód
- Hrabstwo Edwards-południe
- Hrabstwo Wayne-południowy zachód
- Hrabstwo Clay-zachód

## Demografia
Według spisu z 2000 roku hrabstwo zamieszkuje 16 149 osób, które tworzą 6660 gospodarstw domowych oraz 4535 rodzin. Gęstość zaludnienia wynosi 17 osób/km². Na terenie hrabstwa jest 7468 budynków mieszkalnych o częstości występowania wynoszącej 8 budynków/km². Hrabstwo zamieszkuje 98,16% ludności białej, 0,29% ludności czarnej, 0,12% rdzennych mieszkańców Ameryki, 0,57% Azjatów, 0,04% mieszkańców Pacyfiku, 0,22% ludności innej rasy oraz 0,59% ludności wywodzącej się z dwóch lub więcej ras, 0,77% ludności to Hiszpanie, Latynosi lub inni.
W hrabstwie znajduje się 6660 gospodarstw domowych, w których 30,50% stanowią dzieci poniżej 18 roku życia mieszkający z rodzicami, 55,80% małżeństwa mieszkające wspólnie, 8,80% stanowią samotne matki oraz 31,90% to osoby nie posiadające rodziny. 27,70% wszystkich gospodarstw domowych składa się z jednej osoby oraz 13,90% żyje samotnie i ma powyżej 65 roku życia. Średnia wielkość gospodarstwa domowego wynosi 2,40 osoby, a rodziny wynosi 2,92 osoby.
Przedział wiekowy populacji hrabstwa kształtuje się następująco: 24,50% osób poniżej 18 roku życia, 8,30% pomiędzy 18 a 24 rokiem życia, 26,60% pomiędzy 25 a 44 rokiem życia, 23,00% pomiędzy 45 a 64 rokiem życia oraz 17,60% osób powyżej 65 roku życia. Średni wiek populacji wynosi 39 lat. Na każde 100 kobiet przypada 93,30 mężczyzn. Na każde 100 kobiet powyżej 18 roku życia przypada 89,80 mężczyzn.
Średni dochód dla gospodarstwa domowego wynosi 31 185 USD, a średni dochód dla rodziny wynosi 40 000 dolarów. Mężczyźni osiągają średni dochód w wysokości 28 955 dolarów, a kobiety 19 693 dolarów. Średni dochód na osobę w hrabstwie wynosi 16 847 dolarów. Około 9,80% rodzin oraz 12,90% ludności żyje poniżej minimum socjalnego, z tego 16,60% poniżej 18 roku życia oraz 7,00% powyżej 65 roku życia.